# Daniele Torres Souza
Daniele Torres Souza (Brasília, 23 de abril de 1993) é uma jogadora brasileira de para-badminton.

## Biografia
Ao nascer, Daniele enfrentou uma infecção hospitalar e, aos 11 anos, começaram a surgir manchas pelo seu corpo. Essa infecção afetou a sua coluna, resultando em paraplegia. No ano de 2012, a jovem de Brasília teve seu primeiro contato com o parabadminton no Centro Olímpico da cidade. Em 2016, foi chamada para integrar a Seleção Brasileira pela primeira vez.
Daniela está entre as 10 melhores do mundo, no ranking da Federação Mundial de Badminton, tanto no simples (WS WH1) quanto no em duplas (WD WH1-WH2).
Ela foi convocada para participar dos Jogos Parapan-Americanos de Santiago 2023, onde competirá na categoria Dupla Feminina WH1-WH2 com Ana Gomes Pereira.

## Títulos
Jogos Pan-Americano de Para-Badminton
- Prata no individual: 2018 (Peru)[1]
- Bronze em duplas: 2018 (Peru)[5]
- Bronze em duplas: 2018 (Peru)[5]

Jogos Parapan-Americanos
- Bronze no individual: 2019 (Lima)[1]